# Леополд Косилков
Леополд Иванов Косилков е български учител, преводач и книжовник.

## Биография
Роден е през 1850 година във Винга, Банат. Негов баща е учителят и книжовник Иван Косилков. Завършва педагогическо училище, след което работи като учител и е кмет на Винга. Пише съчинения на български език с латински букви. Издава вестник „Вииганска нарудна нувала“ (1881, 1885 – 1887). Сътрудничи на унгарски и немски вестници в Темишвар и Арад. Умира през 1940 година във Винга.